# Sveriges Kommunistiska Parti
Die Sveriges kommunistiska parti (abgekürzt SKP) ist eine 1977 entstandene Partei in Schweden. Sie vertritt einen marxistisch-leninistischen Standpunkt.
1977 als Arbeiterpartei-Kommunisten (Arbetarpartiet kommunisterna, APK) gegründet nahm sie 1995 ihren bis heute gültigen Namen an.

## Geschichte

Graphische Darstellung der SKP in der politischen Geschichte Schwedens

Die Partei gründete sich 1977, nachdem sich die von 1921 bis 1967 Kommunistische Partei Schwedens nennende Partei in Linkspartei-Kommunisten (Vänsterpartiet Kommunisterna, VPK) umbenannt hatte und darauf folgend im Laufe der späten 60er und 70er Jahre eine mehr und mehr am Eurokommunismus ausgerichtete Politik verfolgte.
Bereits 1975, nach dem XXIV. Parteitag der SKP, hatte sich eine um die Zeitung Flamman gesammelte und an der Politik der KPdSU orientierte Gruppe von der VPK abgespalten.
Von ihrer Gründung 2013 bis zu ihrer Auflösung 2023 war die SKP Mitglied der Initiative kommunistischer und Arbeiterparteien Europas.

## Parteitage
Die Nummerierung der Parteitage folgt denen der sich bis 1967 Kommunistische Partei Schwedens nennenden Linkspartei-Kommunisten. Der erste Parteitag der Arbeiterpartei-Kommunisten wird daher als der XXV. Parteitag gezählt.
| Datum              | Bezeichnung             | Ort       | Anmerkung                                                    |
| ------------------ | ----------------------- | --------- | ------------------------------------------------------------ |
| XXV. Parteitag     | 11. – 13. November 1977 | Stockholm | Annahme des Parteiprogramms, Vorsitzender Rolf Hagel         |
| XXVI. Parteitag    | 4. – 7. April 1980      | Stockholm | Hauptdokument Die Kommunisten an der Schwelle der 80er Jahre |
| ...                |                         |           |                                                              |
| XXVIII. Parteitag  | 3. – 4. Januar 1986     |           |                                                              |
| ...                |                         |           |                                                              |
| XXXI. Parteitag    | 4. – 5. November 1995   |           |                                                              |
| ...                |                         |           |                                                              |
| XXXIII. Parteitag  | 9. – 10. November 2002  | Malmö     |                                                              |
| XXXIV. Parteitag   | 2006                    |           |                                                              |
| XXXV. Parteitag    | 7. – 8. November 2009   | Stockholm |                                                              |
| XXXVI. Parteitag   | 10. – 12. Mai 2013      | Stockholm |                                                              |
| XXXVII. Parteitag  | 26. – 28. Mai 2017      | Stockholm |                                                              |
| XXXVIII. Parteitag | 13. – 16. Mai 2021      | digital   |                                                              |
| XXXIX. Parteitag   | 30. – 31. Mai 2025      | Stockholm |                                                              |

## Vorsitzende
| Amtszeit    | Name                   |
| ----------- | ---------------------- |
| 1977 – 2002 | Rolf Hagel             |
| 2002 – 2006 | Jan Jönsson            |
| 2006 – 2009 | Gun Isaxon             |
| 2009 – 2017 | Victor Diaz de Filippi |
| seit 2017   | Andreas Sörensen       |

## Wahlergebnisse
Die Partei nahm bisher an folgenden Wahlen teil:
| Jahr | Wahl             | Stimmen | %      |
| ---- | ---------------- | ------- | ------ |
| 1979 | Reichstagswahlen | 10.725  | 0,2 %  |
| 1982 | Reichstagswahlen | 5.745   | 0,1 %  |
| 1991 | Reichstagswahlen | 2.969   | 0,05 % |
| 1998 | Reichstagswahlen | 1.868   | 0,04 % |
| 2002 | Reichstagswahlen | 1.182   | 0,02 % |
| 2006 | Reichstagswahlen | 438     | 0,01 % |
| 2010 | Reichstagswahlen | 375     | 0,01 % |
| 2014 | Reichstagswahlen | 558     | 0,01 % |
| 2018 | Reichstagswahlen | 702     | 0,01 % |
| 2019 | Europawahl       | 974     | 0,02 % |
| 2022 | Reichstagswahlen | 1.181   | 0,02 % |
| 2024 | Europawahl       | 1.629   | 0,04 % |

### Mandate
Nach ihrer Gründung traten mit Rolf Hagel und Alf Lövenborg zwei über die VKP in den schwedischen Reichstag gewählte Parlamentarier in die APK ein und vertraten diese bis 1979 dort. Bei den Kommunalwahlen 1979 gewann die APK 20 Sitze in 16 Kommunen, ihre Hochburgen lagen dabei in der nördlichsten schwedischen Provinz Norrbottens län.